# 20
20 (XX) je bilo prestopno leto, ki se je po julijanskem koledarju začelo na ponedeljek.

## Dogodki
- Herod Antipa zgradi Tiberias ob Galilejskem morju v čast Tiberiju.

## Rojstva
- Heron, grški fizik, matematik, geometer, inženir (približni datum) († okoli 100)
- Kudžula Kadfiz, vladar Kušanskega cesarstva († 80)